# 阿布巴卡尔·塔法瓦·巴勒瓦
阿布巴卡尔·塔法瓦·巴勒瓦（英語：Abubakar Tafawa Balewa，1912年12月—1966年1月15日）是奈及利亞的政治家、尼日利亚总理，在1966年奈及利亞政變中喪生。

## 生平
1912年，出生于博契省塔法瓦·巴勒瓦村。
1933年，完成学业，师范学院毕业后，担任中学教师。
1941年，任包奇中学校长。
1944年，在伦敦大学的教育学院学习，次年回国。
1946年，选入北方地区众议院。
1951年，参与创建北方人民大会党，任第一副主席。
1952年，任公共工程部部长。
1955年，任交通部部长。
1957年，出任政府首席部长兼财政部长。
1959年，出任联合政府的总理。
1960年，奈及利亞联邦获得独立，任总理兼外交部长和英联邦关系部长。
1963年，奈及利亚联邦共和国成立，仍任总理。
1966年，死于军事政变。